# San Roque de Montes
San Roque de Montes är en ort i Mexiko.   Den ligger i kommunen San Francisco del Rincón och delstaten Guanajuato, i den centrala delen av landet, 300 km nordväst om huvudstaden Mexico City. San Roque de Montes ligger 1 758 meter över havet och antalet invånare är 1 841.
Terrängen runt San Roque de Montes är platt åt sydost, men åt nordväst är den kuperad. Runt San Roque de Montes är det mycket tätbefolkat, med 1 135 invånare per kvadratkilometer. Närmaste större samhälle är León de los Aldama, 19,4 km nordost om San Roque de Montes. Trakten runt San Roque de Montes består till största delen av jordbruksmark.